# Рыжков, Иван Ермолаевич
Ива́н Ермола́евич Рыжко́в (10 марта 1921 года, с. Ольховатка Донецкой губернии УССР — 12 апреля 2011 года, Москва, Россия) — советский военный и государственный деятель, участник Великой Отечественной войны, артиллерист, Герой Советского Союза. Член ВКП(б)/КПСС с 1943 года. К окончанию войны — заместитель командира 106-го миномётного полка 1-й миномётной бригады 5-й артиллерийской дивизии прорыва 4-го артиллерийского корпуса прорыва 3-й ударной армии 1-го Белорусского фронта, майор. Участник исторического Парада Победы 24 июня 1945 года на Красной площади в Москве.
После войны — начальник оперативного отдела штаба 9-й пушечной артиллерийской дивизии Прикарпатского военного округа. Впоследствии — советник представителя Советской Армии в военно-штабном комитете ООН, позднее военный атташе при посольстве СССР в Египте, военный, военно-воздушный и военно-морской атташе в Югославии.

## Биография
Родился 10 марта 1921 года в семье рабочего в селе Ольховатка (ныне посёлок городского типа в составе Енакиевского горсовета Донецкой области Украины). Окончил 7 классов, а в 1939 году — Енакиевское педагогическое училище. Два месяца работал учителем начальных классов в Старобешевском районе Донецкой области, после чего пошёл в армию.
В Красной армии с 1939 года. В 1941 году окончил 2-е Киевское артиллерийское училище. В начале войны курсантам этого учебного заведения, среди которых был и Иван Рыжков, пришлось держать оборону западнее Киева в районе Святошино. Позднее их вернули в летние лагеря, где объявили приказ о присвоении им лейтенантских званий.
После окончания училища Иван Рыжков был назначен командиром взвода 76-го запасного артиллерийского полка, куда при отступлении и выходе полка из окружения были сведены все красноармейцы, не входящие в орудийные расчёты, позднее на сборном пункте ему приказали заменить выбывшего из строя командира 5-й батареи. Полк был расквартирован в городе Старобельске, затем передислоцировался на железнодорожную станцию Поповка Оренбургской области. В январе 1942 года Ивана Рыжкова откомандировали в Бузулук, где формировался 106-й миномётный полк. Он возглавил батарею 120-миллиметровых миномётов. Вскоре его часть влилась в состав 13-й армии Брянского фронта.
Фактическое фронтовое участие в войне — с июня 1942 года. Боевое крещение принял в боях западнее Ельца в конце июня 1942 года, когда советские войска, ведя тяжёлые оборонительные бои, вынуждены были отойти на 20-30 километров и закрепиться на берегу реки Кшень. Эти позиции они удерживали вплоть до января 1943 года, успешно отбивая неоднократные попытки противника прорвать линию обороны. Комбат Рыжков проявил себя в этот период, когда однажды после мощного артиллерийского налёта немцам удалось смять передовые позиции соседней дивизии. С наблюдательного пункта Иван Рыжков увидел, что в 2-3 километрах от него к реке направляются 2 вражеских колонны численностью не менее усиленного батальона каждая. После короткой пристрелки руководимая им батарея беглым миномётным огнём накрыла сначала правую колонну, находившуюся ближе, переведя потом огонь на вторую, заставив обе группы противника отказаться от своих намерений. За умелые действия в этом бою лейтенант Рыжков награждён первой боевой наградой — медалью «За отвагу».
В марте 1943 года 106-й миномётный полк вошёл в состав 1-й миномётной бригады 5-й артиллерийской дивизии Резерва Верховного Главнокомандования. Старшего лейтенанта Ивана Рыжкова назначили на должность командира дивизиона. Его подразделение особо отличилось, сдерживая натиск гитлеровцев под Понырями, и позднее при форсировании Днепра. За эти бои Рыжков был награждён орденом Отечественной войны 1-й степени. Участвовал в освобождении Белоруссии и Польши. В конце 1943 года Иван Рыжков был назначен на должность заместителя командира полка.
Уже в должности заместителя командира 106-го миномётного полка (1-я миномётная бригада, 5-я артиллерийская дивизия, 4-й артиллерийский корпус прорыва, 3-я ударная армия, 1-й Белорусский фронт) и в звании майора, Иван Рыжков отличился в боях на подступах к Берлину 16-23 апреля 1945 года.
В одном из боёв на подступах к Берлину майор Рыжков заменил раненого командира 106-го миномётного полка, сразу после этого озаботившись налаживанием тесного взаимодействия миномётчиков и пехоты, а также разведкой наиболее значимых целей в пригородах и самом Берлине для артобстрела. 21 апреля 1945 года 120-миллиметровые миномёты полка Рыжкова обрушили прицельный огонь по очагам сопротивления в северо-восточной части Берлина. Вскоре были накрыты несколько пулемётных гнёзд, умолкла вражеская миномётная батарея, два орудия прямой наводки. На другой день миномётчики обосновались уже в самом Берлине, вновь обеспечив разведку и точный массированный огонь по выявленным очагам. 23 апреля миномётчики заняли станцию метро на Шёнхаузер-аллее и водрузили там Красное знамя.
Незадолго до взятия рейхстага большая группа противника, возглавляемая эсэсовцами, попыталась прорваться на запад, избрав местом прорыва позиции 52-й гвардейской стрелковой дивизии и миномётного полка Рыжкова. Отдельным группам противника удалось вклиниться в советские боевые порядки, они стали теснить пехотинцев в районе подвесной дороги. Помогавшие ранее гвардейцам миномётным огнём, миномётчики взялись за автоматы, винтовки, гранаты. Жестокий бой продолжался в течение суток, пехотинцы и миномётчики отразили восемь атак, так и не выпустив фашистов из петли. Майор Иван Рыжков был ранен, но оставался в строю.
Указом Президиума Верховного Совета СССР от 31 мая 1945 года за успешное управление огнём полка на подступах к Берлину и в самом Берлине, за героизм, бесстрашие и мужество, проявленные в боях с фашистами, майору Рыжкову Ивану Ермолаевичу присвоено звание Героя Советского Союза с вручением ордена Ленина и медали «Золотая Звезда» (№ 6766).

### После войны
После войны Рыжков продолжал службу в армии. В 1949 году с золотой медалью окончил Военную академию имени М. В. Фрунзе. Был начальником оперативного отдела штаба 9-й пушечной артиллерийской дивизии, входившей в состав войск Прикарпатского военного округа.
В октябре 1951 года Рыжкова перевели в Главное разведывательное управление (ГРУ) Генштаба Министерства обороны СССР, по линии которого он в декабре 1955 года был направлен советником представителя Советской Армии в Военно-штабном комитете ООН в Нью-Йорке. Через несколько лет он стал военным атташе при посольстве СССР в Египте, позднее — военным, военно-воздушным и военно-морским атташе в Югославии.
С 1977 года полковник Рыжков — в запасе. Жил в Москве. Вёл активную общественную работу по патриотическому воспитанию молодёжи.
Умер 12 апреля 2011 года. Похоронен в Москве.

## Награды
- Звание Героя Советского Союза со вручением ордена Ленина и медали «Золотая Звезда»;
- орден Красного Знамени;
- орден Александра Невского;
- два ордена Отечественной войны 1-й степени;
- два ордена Красной Звезды;
- орден «За службу Родине в Вооружённых Силах СССР»" 3-й степени;
- медали, в том числе:
  - медаль «За отвагу»;
  - медаль «За боевые заслуги»;
  - медаль «За оборону Киева»;
  - медаль «За взятие Берлина»;
  - медаль «За освобождение Варшавы»;
- польский орден «Крест Грюнвальда» 3-й степени.

В июле 2016 года в центре Москвы был задержан мужчина, пытавшийся сбыть похищенные награды и наградные документы нескольких Героев СССР, в том числе Ивана Ермолаевича. По словам представителя МВД, найденные ордена и медали будут возвращены семьям героев.